# Левельс, Тобиас
Тобиас Левельс (нем. Tobias Levels; род. 22 ноября 1986, Тёнисфорст, Северный Рейн-Вестфалия) — немецкий футболист, защитник.

## Карьера
Начинал тренироваться в команде родного города. Вскоре транзитом через «Юрдинген» стал тренироваться с юношеской командой Гладбаха. В 2005 году стал игроком второй команды «Боруссии», в которой достаточно успешно провёл два сезона, сыграв в них 46 матчей и забив 2 мяча. Приглянулся главному тренеру команды Юппу Хайнкесу, который стал потихоньку вводить его в состав. Дебют за основную команду, игравшую в Бундеслиге, состоялся 30 сентября 2006 года в гостевом матче против «Вердера», который закончился поражением гладбахцев со счётом 0:3. На 68-й минуте Тобиас заменил на поле Бо Свенссона. Всего в своём первом сезоне за клуб провёл 12 матчей. Тот чемпионат стал настоящим разочарованием для болельщиков мёнхенгладбахцев — они вылетели из Бундеслиги. В сезоне 2007/08 «Боруссия» играла во Второй Бундеслиге, и именно там Тобиас смог завоевать для себя место в основном составе, проведя 27 матчей в сезоне, а команда смогла вернуться обратно в Бундеслигу. В сезоне 2009/10 Томас стал настоящим лидером команды, провёл в турнире 32 матча и нередко выходил на поле с капитанской повязкой.

## Семья
Родители Тобиаса имеют голландские корни, а сам Тобиас одновременно с немецким имеет и нидерландское гражданство.